# Tubax

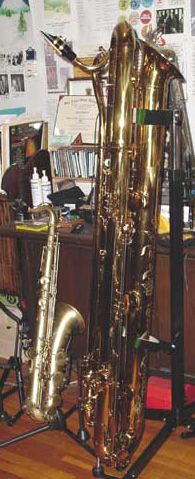
Tubax (till höger). Till vänster står, för jämförelse, en tenorsaxofon.

Tubax är ett instrument i saxofonfamiljen. Den första konstruktionen gjordes 1999
av instrumentmakaren Benedikt Eppelsheim i München och har samma tonomfång och samma grepp som en kontrabassaxofon stämd i E♭. Den har smalare mensur, vilket gör att dess klang skiljer sig något från saxofonens. Till skillnad från saxofonen är tonröret vikt på tre ställen. Den smalare mensuren gör att den kan spelas med mindre luftåtgång än den vanliga kontrabassaxofonen. Instrumentet väger mellan 9 och 10 kg, vilket gör att den mestadels spelas sittande med instrumentet stött mot golvet. Kan till nöds spelas stående och gående med hjälp av bärsele.
Tubaxen förekommer även i andra stämningar än E♭.